# Атериноподобни
Атериноподобните (Atheriniformes) са разред животни от клас Актиноптери (Actinopteri).
Таксонът е описан за пръв път от Дон Ерик Роузън през 1966 година.

## Семейства
Подразред Atherinopsoidei
- Atherinopsidae – Атеринопсови
- Notocheiridae

Подразред Atherinoidei
- Atherinidae – Сребространни корюшки
- Atherionidae
- Dentatherinidae
- Isonidae
- Melanotaeniidae – Меланотении
- Phallostethidae